# Doratogonus precarius
Doratogonus precarius é uma espécie de milípede da família Spirostreptidae.
É endémica da África do Sul.
Os seus habitats naturais são: regiões subtropicais ou tropicais húmidas de alta altitude.
Está ameaçada por perda de habitat.